# Раск, Джеремайя Маклейн
Джеремайя Маклейн Раск (англ. Jeremiah McLain Rusk; 17 июня 1830, Мальта, штат Огайо — 21 ноября 1893, Viroqua, Висконсин) — американский политик, член республиканской партии. Раск был членом Палаты представителей Конгресса США в 1871—1877 годах и губернатором штата Висконсин в 1882—1889 годах. Затем он занимал пост министра сельского хозяйства США при президенте Бенджамине Харрисоне в 1889—1893 годах.

## Биография
Раск родился в штате Огайо, переехал в 1853 году в графство Вернон. Участвовал в Гражданской войне в составе Северной Государственной Армии.
Раск представлял шестой район Висконсина в Палате представителей в 1871—1873 годах и за её пределами седьмом округе штата Висконсин, пока 1877 году не проиграл выборы демократу Николасу Фратту, в 1881 году выиграл губернаторские выборы в штате Висконсин, переизбирался в 1884 году и 1886 году.
Рас похоронен на Viroqua кладбище в Viroqua.
Округ Раск в штате Висконсин назван в его честь.